# Passeurs d'hommes
Pour plus de détails, voir Fiche technique et Distribution.
Passeurs d'hommes (titre original néerlandais : Mannen overvoerders) est un film franco-belge réalisé par René Jayet, sorti en 1937. Le scénario de Jean-Louis Bouquet est tiré du roman éponyme de Martial Lekeux.

## Synopsis
Le roman et le film s'inspirent des tentatives d'évasion au cours de la Première Guerre mondiale de la Belgique occupée vers les Pays-Bas neutres, notamment de l'épopée du remorqueur Atlas V en 1917.

## Fiche technique
- Réalisation : René Jayet
- Scénario : Jean-Louis Bouquet, d'après le roman de Martial Lekeux
- Directeur de la photographie : Georges Asselin
- Musique : Arthur Hoérée, Arthur Honegger
- Décors : Claude Bouxin
- Montage : René Peeters
- Sociétés de production :  Ciné Sélection et Sobelfilm
- Pays de production :  France,  Belgique
- Format :  Son mono  - Noir et blanc - 35 mm  - 1,37:1
- Durée : 96 minutes
- Date de sortie : 
  - France : 1er décembre 1937

## Distribution
- Constant Rémy : Nelissen
- Paul Azaïs : Arsène
- Pierre Labry : Goliath
- Jean Galland : le capitaine Rose
- Hubert Daix
- Albert Malbert
- Édouard Bréville
- Robert Dalban
- Junie Astor
- Myno Burney : Greta Worms